# Chaetosiphon tetrarhodum
Chaetosiphon tetrarhodum är en insektsart som först beskrevs av Walker 1849.  Chaetosiphon tetrarhodum ingår i släktet Chaetosiphon och familjen långrörsbladlöss. Enligt den finländska rödlistan är arten sårbar i Finland. Arten är reproducerande i Sverige. Artens livsmiljö är parker, gårdsplaner och trädgårdar. Inga underarter finns listade i Catalogue of Life.